# 克里斯蒂安·卡布羅
克里斯蒂安·卡布羅（Christian Emile Cabrol ， 1925年9月16日—2017年6月16日）是一位法國心臟外科醫生，最著名的是1968年在法國硝石庫慈善醫院進行歐洲第一例心臟移植手術。
卡布羅出生於法國北部地區埃納省馬恩河畔謝濟。他在第二次世界大戰時參加了法國抵抗運動。戰爭結束後進入硝石庫醫院學習醫學。他完成了一篇關於肺部解剖學的論文，分兩卷出版。之後，他在明尼蘇達大學與心臟外科手術先驅克拉倫斯·沃爾頓·李拉海一起完成研究醫師訓練。
1968年4月27日， 他進行了法國和歐洲的第一次心臟移植手術。1982年，他進行了歐洲第一次心肺移植手術。四年後， 他施行了歐洲第一例人工心臟  (Jarvik Total Artificial Heart，TAH）植入術，幫助病人度過等待器官移植的過渡階段。 在他的整個外科生涯中，他首創瓣膜置換手術，包含三尖瓣瓣膜成形手術。
卡布羅一生獲得眾多的名譽和職位，1981年國際心肺移植學會（International Society for Heart and Lung Transplantation，ISHLT）成立，他名列創始會員之一，並於十年後成為其主席。1989年，他成為法國器官移植捐贈活動積極的參與者，隨後共同創立了心臟病學發展與創新協會（ADICARE）。從1994年到1999年，卡布羅代表法國參加歐洲議會，並與保衛共和聯盟有聯繫。他榮獲法國榮譽軍團（Legion of Honour）高等騎士勳章，並因其成就而獲得法國國家功績勳章。

## 早年生活
克里斯蒂安·卡布羅於1925年9月16日出生於法國北部埃纳省的馬恩河畔謝濟，是一個來自賽文山脈（Cévennes）的牧羊人家庭。他的父親是個擁有蜜蜂養殖場和一個葡萄園的農民。當他年幼時，卡布羅就陪著他身為醫生的祖父去病人家看診，啟發了他對醫學的興趣。外祖父是香檳（Champagne）葡萄園的釀酒師。
他在巴黎東北部的一個名為沙托蒂耶里（Château-Thierry）的小鎮上就讀謝才的學校。此後，他被送到馬恩河畔拉尼聖母小昆仲會聖洛朗學院，但第二次世界大戰中斷了他的學業。1940年6月14日，納粹德國佔領巴黎，卡布羅爾隨後加入了法國抵抗運動。1944年8月23日，巴黎解放，卡布羅隨勒克萊爾元帥率領的自由法國軍隊一同進入巴黎。

## 早期手術訓練

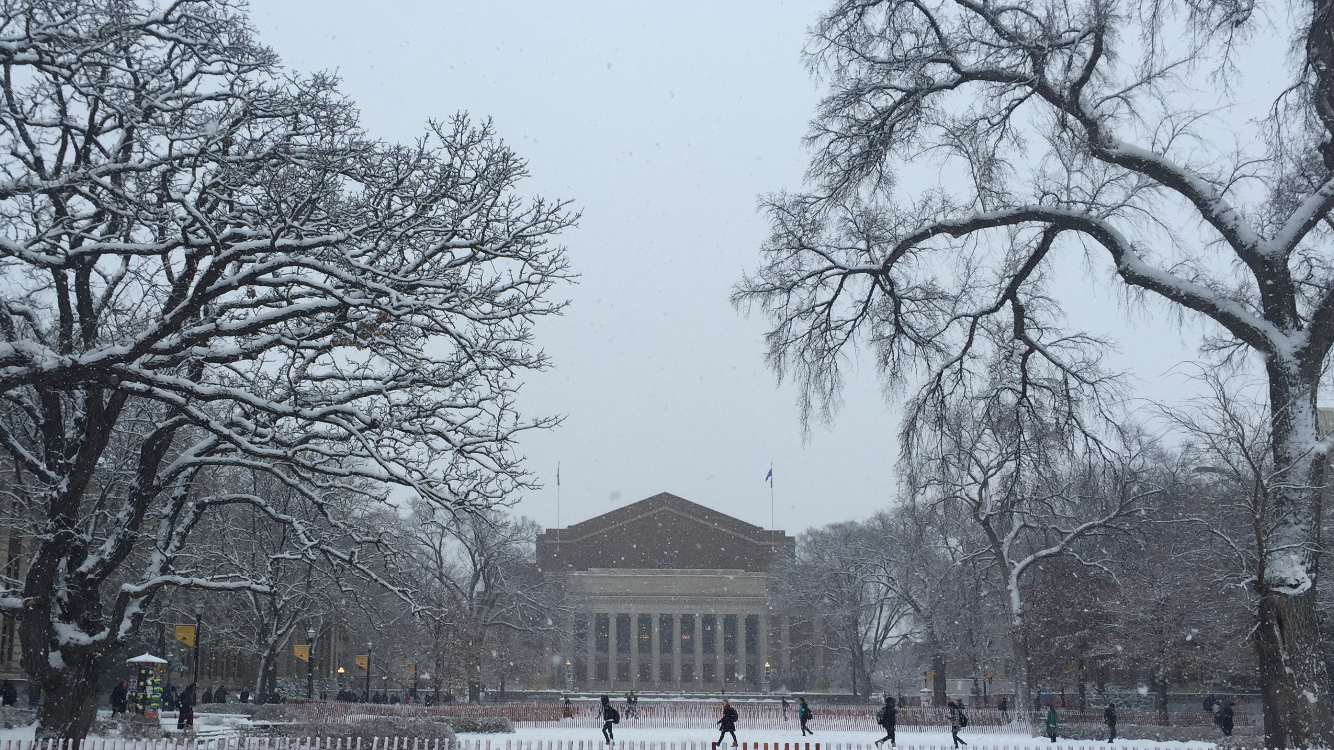
明尼蘇達大學東岸校區

戰爭結束後，卡布羅獲准進入硝石庫醫院（Salpêtrière Hospital）學習醫學。1949年，他開始實習，並於1951年加入加斯頓-讓·科迪埃（Gaston-Jean Cordier）教授的團隊，同時參加Laennec會議。在他四年的實習期間，他與當時許多著名的外科醫生共事並受其影響，包括支持胸腔外科手術的查爾斯·杜博斯特（Charles Dubost）醫師和專長器官移植的雷內·克羅斯（René Küss）醫師。他的論文主題是肺的解剖學。關於右肺的專書出版於1953年，1955年關於左肺的專書出版，並獲得医学士學位（M.D.）。 之後，硝石庫醫院與慈善醫院（Hôpital de La Pitié）合併組成硝石庫慈善醫院，卡布羅在那裡度過了他剩餘的手術職業生涯。
1956年，他和明尼蘇達州的克拉倫斯·沃爾頓·李拉海一起進入福布萊特計劃接受研究醫師訓練。  在這裡，他結識了弗洛伊德·約翰·劉易斯 （F. John Lewis）和克里斯蒂安·巴纳德。當時巴納德剛獲得歐文·哈定·溫恩斯坦（Owen Wangensteen）的許可，從腸胃外科轉為心臟外科。卡布羅也在此認識了他的終生摯友諾曼·沙姆韋（Norman Shumway）。

## 心臟手術

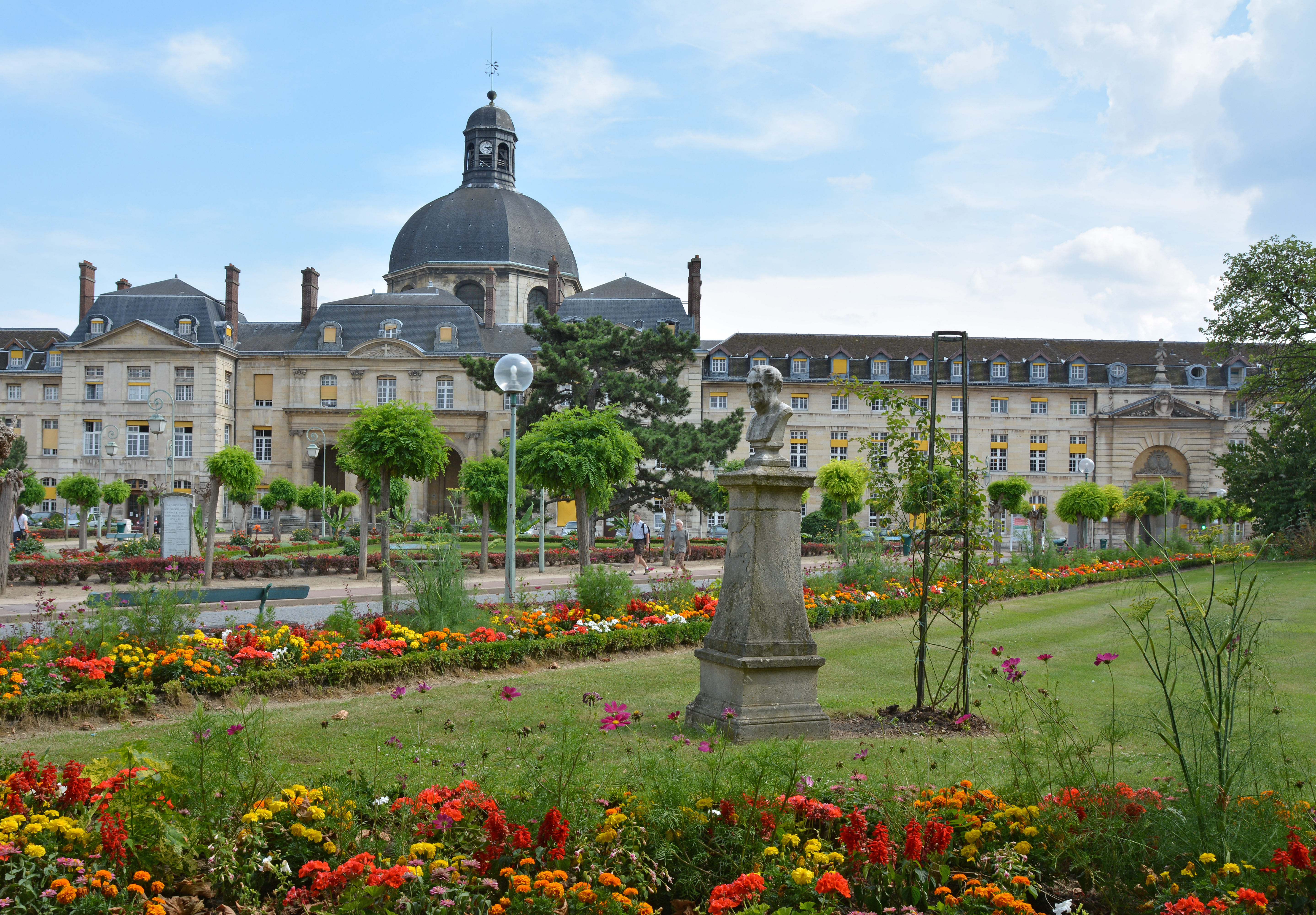
巴黎硝石庫慈善醫院

原本卡布羅預計將在外科醫生J. C. Rudler的帶領下重返訓練崗位，但因為 J. C. Rudler 決定搬到日內瓦，使他的職業生涯改變了方向。 卡布羅於1960年以心臟外科醫生的身分回到了硝石庫慈善醫院，並以李拉海的實驗室為藍圖，在硝石庫慈善醫院建立實驗室。 從1964年起，他開始擔任許多顧問和教授的職位。他於1964年獲得巴黎醫學院教職，1965年柯迪埃（Cordier）去世後被任命為解剖學教授，並擔任這個職位近30年。 從1972年到1990年，他專任於指導心臟外科。

### 心臟移植
1968年4月27日，法國青年米歇爾·吉帕茲（Michel Gyppaz）因車禍身亡。由於當時外科主任莫里斯·梅卡迪爾當時人在阿爾及爾無法抽身，因此卡布羅於當天晚間10點主刀了法國和歐洲的第一例心臟移植手術，妻子亞尼克（Annik Cabrol）擔任本台手術的麻醉醫師，杰拉德·M·吉拉頓（Gérard M. Guiraudon）擔任第一助手。受贈者是66歲的退休貨車司機克洛維斯·羅布蘭（Clovis Roblain），從現存的手術影像可以看到病患心臟腫大且功能不良。卡布羅團隊在經歷9個小時的手術之後，於28日早上7點完成移植手術。本次手術為全球第七例的心臟移植手術，術後當下心電圖顯示正常，但患者在52小時後死於肺栓塞 。
之後，他的移植計劃繼續進行到1970年代，成為四個全球性的心臟移植計劃之一；另外三個是史丹佛大學的諾曼·沙姆韋團隊、格羅特·舒爾醫院的克里斯蒂安·巴納德團隊，以及維吉尼亞聯邦大學醫學中心的理查德·羅爾團隊。根據卡布羅的回憶，這段時期裡曾經到訪的人物包含特倫斯爵士、傑克·科普蘭，和邁克爾·赫斯等當時著名的外科醫師。

### 心肺移植
1982年，在見證了諾曼·沙姆韋（Norman Shumway）成功進行心肺移植的一年後，卡布羅與同事伊拉吉·岡吉巴克一起進行了歐洲首例心肺移植手術。然而，病人最後死於巨細胞病毒感染。

在引入環孢素後，他的部門每年進行大約200次的移植手術。 他的妻子亞尼克是一名麻醉醫師，她在術後會對受贈者進行監測，並透過心內膜的組織活檢以監測早期器官排斥反應，並在門診繼續追蹤。

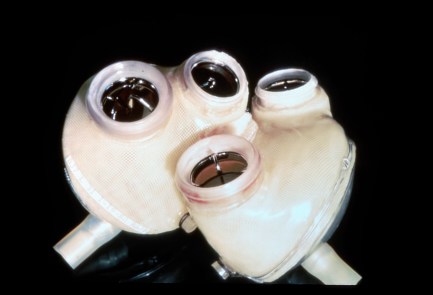
JARVIK 7 TAH，1986年用作移植

在傑克·科備蘭進行第一例人工心臟植入術後，卡布羅與JARVIK人工心臟發明者羅伯特·賈維克會面交流。1986年4月10日，卡布羅植入了歐洲第一個JARVIK全人工心臟（TAH）。然而，發展的資金有限，直到法國報紙《Le Figaro》開始撰寫關於他的報導，並在收到哈桑二世國王的贈款後，研究才得以更進一步發展；而這項捐款源自於對卡布羅四年前在摩洛哥幫皇室成員動過手術的回報。他後來回憶說，那是他第三個成功植入人工心臟的病例。卡布羅在1990年之前就完成了近50次人工心臟植入手術，幫助病人撐過等待移植之間的過渡階段。

### 其他心血管手術
卡布羅是心血管手術的先驅，特別是三尖瓣瓣膜成形和其他瓣膜手術， 冠狀動脈和升主動脈瘤的修復，慢性血栓栓塞性肺動脈高壓等治療技術。 一生進行過400多次心臟移植和數千次心臟手術。他也與國外的眾多心臟外科醫生維持良好聯繫，如諾曼·沙姆韋、克里斯蒂安·巴納德、艾德華·B·史丁森、布魯斯·雷茨、斯圖亞特·W·賈米森，和克拉倫斯·沃爾頓·李拉海。

## 其他角色
卡布羅在國際心肺移植學會（ISHLT）1981年成立之初就有參與。1989年4月25日，他在德國慕尼黑舉辦的第一屆ISHLT將“先鋒獎”頒發給弗拉基米爾·德米霍夫（Vladimir Demikhov，是蘇聯科學家和器官移植的先驅）。兩年後，卡布羅當選為第7任主席。
1989年，他成為法國移植組織的主席，他們鼓勵器官捐贈（ organ donation）。
此外，他還被任命為歐洲心臟移植學會（ European Society of Heart Transplantation，ESHLT）名譽主席以及聖安妮中心醫院（Sainte-Anne Hospital Center是一家位於巴黎第14區的醫院，也是法國精神病院的象徵）的行政委員會主席。
他於1990年共同創辦了心臟病學發展與創新協會（Association for the Development and Innovation in Cardiology，ADICARE），並隨後擔任主席至2015年。
他在法國會議“Journées de La Pitié”上進行了年度會談，該會議的重點是心臟移植和機械循環支持（mechanical circulatory support）。

## 政治
在後來的生涯當中，為了支持雅克·希拉克，卡布羅開始參與政治。
1989年，他成為巴黎市政廳議員，並於1993年被法國外交部任命為代表團之一。
從1994年到1999年，作為歐洲議會議員（MEP）的卡布羅代表法國參加歐洲議會，並和保衛共和聯盟有聯繫。
1996年至1999年間，他擔任國家食品委員會（Conseil national de l'alimentation）的主席，並擔任巴黎市長助理，負責食品衛生相關問題。
在1998年，卡布羅表示反對煙草廣告，他說“煙草，肺癌，心臟病和其他呼吸系統疾病每年在歐洲造成50萬人死亡。煙草廣告造成無數人提早送命。煽動吸煙即等於間接謀殺。”

## 家庭和個人生活
1955年，卡布羅與同事安尼克（Annik）一位麻醉醫師相遇並結婚。但他們於1998年離婚，之後他與比他年輕14歲的年輕女演員貝倫格爾達滕（Bérengère Dautun）結婚，他們在地中海遊輪上相遇。
他對西方電影的喜愛給了他一個來自水牛比爾（Buffalo Bill，是美國西部開拓時期最具傳奇色彩的人物之一，有「白人西部經驗的萬花筒」之稱，其組織的牛仔主題表演「水牛比爾的狂野西部」秀也非常有名。）的綽號“比爾”。他因駕駛他的舊雪鐵龍汽車而廣為人知。卡布羅也喜歡騎自行車，但一場車禍曾導致他腿部骨折。由於無法行走，他安排把床移到他的辦公室。後來他雖然恢復，但仍無法獨自站立，他因此特別開發一個有滾輪的專用座椅，使他能夠在坐著時繼續活動，而這項創新也讓他能夠在晚期繼續進行外科手術。
他的興趣之一，也包括航海。

## 逝世

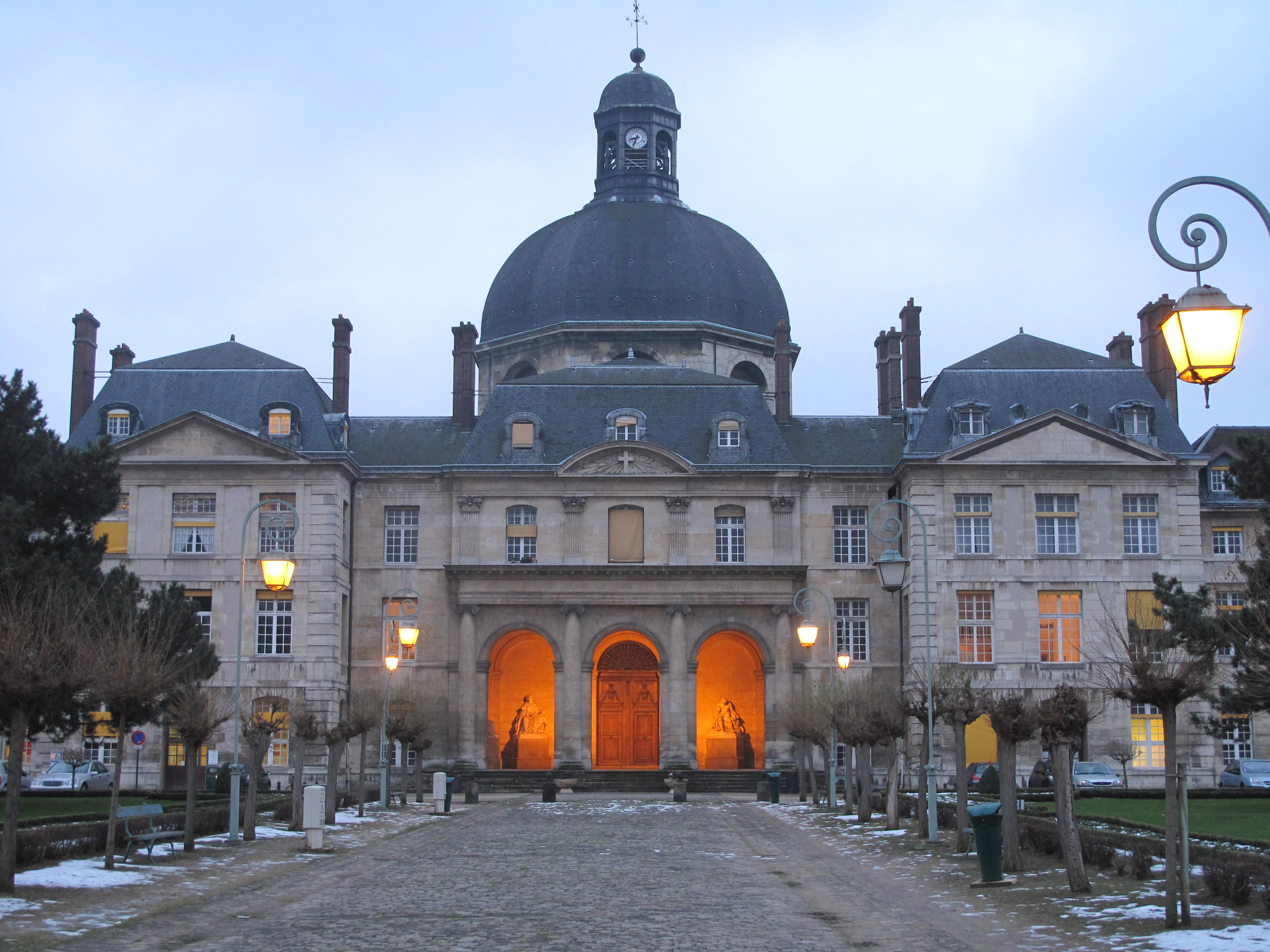
黎明中薩伯特的聖路易斯教堂

卡布羅於2017年6月16日去世，享壽91歲，在他開啟職業生涯的醫院結束一生。他的葬禮於2017年6月22日在薩伯特慈善醫院（LaPitié-Salpétrière）的聖路易斯教堂舉行。
在法國，一些街道和地方以他的名字命名，以作紀念。

## 獎項和職位
- 1970年成為國家外科學會會員（National Academy of Surgery）[4]
- 1998年成為美國國家醫學科學院院士（National Academy of Medicine）[4]
- 2009年成為法國和巴西國家科學院成員[4]
- 得到來自法國巴黎的克勞德伯納德（Claude Bernard）獎[4]
- 法國榮譽軍團勳章高等騎士勳位（Légion d'honneur）。[11]
- 法國國家功績勳章[11]
- 2009年獲得ISHLT的“先鋒獎”[15]

## 精選出版
卡布羅的論文主要關於肺的解剖學，分兩卷出版，主要作者由Gaston Cordier掛名，這是當時的慣例
- Les pédicules segmentaires du poumon, Volume 1 （页面存档备份，存于）, with Gaston-Jean Cordier, L'Expansion scientifique française (1952).
- Les Pédicules segmentaires du poumon: Tome II. Poumon gauche （页面存档备份，存于）, with Gaston-Jean Cordier, L'Expansion scientifique française (1955).

除了以上的論文，卡布羅與其他同業所共同撰寫的著作包括以下：
- Mes 400 greffes cardiaques, Plon（英语：Plon (publisher)） (1987)[16]
- "Treatment of aortic insufficiency by means of aortic annuloplasty" （页面存档备份，存于）, co-authored with G. Guiraudon, M. Bertrand and A. Cabrol, Archives des maladies du coeur et des vaisseaux (French) 59:1305–1322, January 1966.
- “Valvular annuloplasty. A new method” （页面存档备份，存于）, (French), La Nouvelle presse médicale, (French) 1972 May 13;1(20):1366, PMID 5035881.
- "Heart transplantation in 1992: the La Pitié experience" （页面存档备份，存于）, co-authored with P. Nataf, A. Pavie, V. Bors, E. Vaissier, J. P. Levasseur, P. Leger, R. Dorent, A. Cabrol, M. Desruennes, et al. Transplantation Proceedings（英语：Transplantation Proceedings）, 1993 Jun;25(3):2220–1, PMID 8516877.
- “Briefing for members of the European Parliament on the draft directive to ban all tobacco advertising and sponsorship" （页面存档备份，存于）, European publishers council (1998).
- De tout coeur: la nouvelle chirurgie cardiaque （页面存档备份，存于）, Odile Jacob (2006), ISBN 978-2-7381-1658-1
- Autobiography; Au cœur de la vie : Itinéraire d’un chirurgien d’exception: Itinéraire d’un （页面存档备份，存于）, Flammarion (2012), ISBN 978-2-0812-9216-1.

## 外部連結
- "Le parcours du professeur Christian Cabrol, pionnier de la greffe du Coeur" （页面存档备份，存于）
- "Christian Cabrol, the pioneering surgeon who performed Europe’s first heart transplant" （页面存档备份，存于），2017年6月17日。
- C Cabrol's research while affiliated with Loma Linda University and other places （页面存档备份，存于）
- Genealogy （页面存档备份，存于）
- Museum of the surgery of the professor Christian Cabrol （页面存档备份，存于）
- ISHLT Interview with Christian Cabrol （页面存档备份，存于） (2014)